# Eugenia dictyophleba
Eugenia dictyophleba är en myrtenväxtart som beskrevs av Otto Karl Berg. Eugenia dictyophleba ingår i släktet Eugenia och familjen myrtenväxter. Inga underarter finns listade i Catalogue of Life.